# Maninghen-Henne
Maninghen-Henne – miejscowość i gmina we Francji, w regionie Hauts-de-France, w departamencie Pas-de-Calais.
Według danych na rok 1990 gminę zamieszkiwało 211 osób, a gęstość zaludnienia wynosiła 53 osób/km² (wśród 1549 gmin regionu Nord-Pas-de-Calais Maninghen-Henne plasuje się na 1003. miejscu pod względem liczby ludności, natomiast pod względem powierzchni na miejscu 764.).